# Inija Trinkūnienė
Inija Trinkūnienė (Kelmė, 1951. október 25. –) litván etnológus, folklórkutató, szociológus, pszichológus, a Kūlgrinda nevű népzenei együttes vezetője, a litván óhitű Romuva közösség főpapnője (krivė) az előző főpapnő és férje, Jonas Trinkūnas 2014-ben bekövetkezett halála óta.

## Fordítás
- Ez a szócikk részben vagy egészben  az   Inija Trinkūnienė című angol Wikipédia-szócikk ezen változatának fordításán alapul.  Az eredeti cikk szerkesztőit annak laptörténete sorolja fel. Ez a jelzés csupán a megfogalmazás eredetét és a szerzői jogokat jelzi, nem szolgál a cikkben szereplő információk forrásmegjelöléseként.